# Cyrtandra hedraiantha
Cyrtandra hedraiantha är en tvåhjärtbladig växtart som beskrevs av Rudolf Schlechter. Cyrtandra hedraiantha ingår i släktet Cyrtandra och familjen Gesneriaceae. Inga underarter finns listade i Catalogue of Life.